# 백자 철화 매화 대나무 무늬 항아리 (국보 제166호)
백자 철화매죽문 항아리(白磁 鐵畵梅竹文 壺)는 산화철로 매화와 대나무 무늬를 그려 넣은 조선 철화백자 항아리이다. 대한민국의 국보 제166호로 지정되어 있으며, 국립중앙박물관에 있다.

## 개요
조선시대 백자 항아리로 높이 41.3cm, 입지름 19cm, 밑지름 21.5cm의 크기이다. 아가리 가장자리가 밖으로 말렸고, 목 부위의 경사면부터 풍만하게 벌어졌다가 서서히 좁아진 둥근 몸체의 항아리이다.
농담(濃淡)이 들어간 검은 안료로 목과 어깨 부분에 구름무늬와 꽃잎무늬를 돌렸고 아랫부분에는 연속된 파도무늬를 장식했다. 몸체의 한 면에는 대나무를, 다른 한 면에는 매화등걸을 각각 그려 넣었다. 유약은 푸르름이 감도는 유백색으로, 전면에 고르게 발라져 은은한 광택이 난다.
이러한 항아리의 형태는 16세기 분청사기에서 보이며, 특히 중국 명대의 항아리와 비슷하다. 어깨 부분과 아랫부분에 표현된 무늬는 17세기 전반기의 무늬로 계속 이어진다. 매화, 대나무의 모양이나 밝은 유약색으로 보아 16세기 후반경 경기도 광주군 일대의 관음리 가마에서 만들어진 것으로 추정된다. 매화와 대나무 그림은 솜씨가 뛰어나서 궁중화가가 그린 것으로 보인다.
이 항아리는 철화백자 항아리로서는 초기의 것으로, 당당하고 풍만한 모양새에, 능숙한 솜씨로 매화와 대나무를 표현하여 문양과 형태가 잘 어울리는 우수한 작품이다.

## 제작 연대와 장소
17세기 전반 광주 일대의 상림리 선동리 요에서 제작되었던 것으로 추정된다.

## 형태
입 부분이 밖으로 굽어 벌어지고, 어깨에서 급히 벌어져 몸체 윗 부분이 중심을 이루었다 좁아진다. 부서져 수리되었다.
문양은 목 부분에 당초문의 변형을 그리고, 어깨에는 연판문대를 돌렸다. 굽에는 물결문대를 그렸고, 몸체 전체에 한 면은 대나무, 다른 한 면은 매화를 짙은 철사로 기품 있게 활달한 솜씨로 그렸다. 오래된 매화등걸의 휘어 돌아간 굴곡과 대나무를 몰골법을 써서 한 폭의 그림처럼 그려 화원의 솜씨임을 보여준다.
유색은 담청을 머금은 회백색의 백자유가 전면에 칠해져 있고 유빙열은 보이지 않는다.

## 갤러리

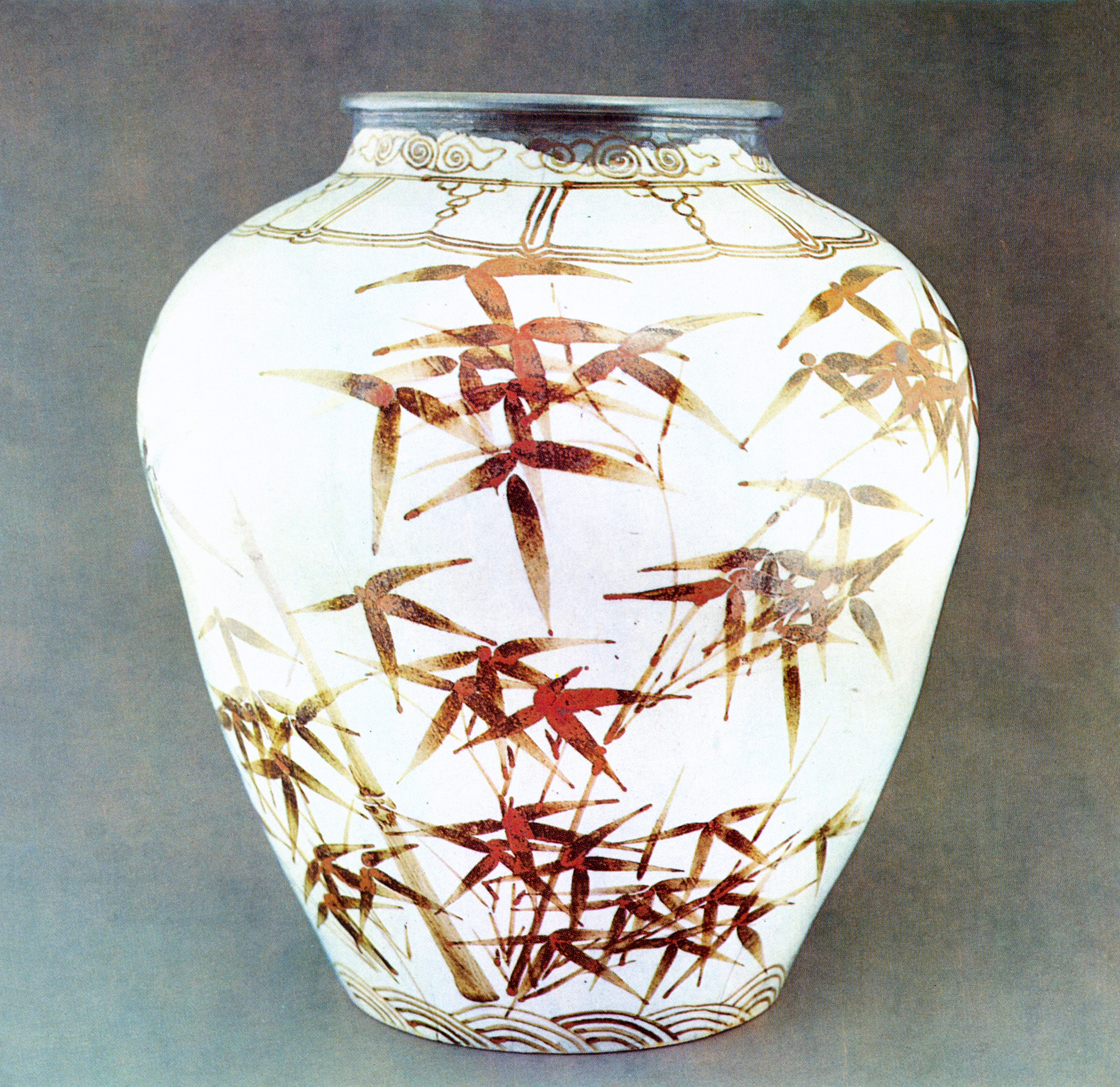